# 渡马镇
渡马镇，是中华人民共和国贵州省黔东南苗族侗族自治州天柱县下辖的一个乡镇级行政单位。
2016年1月14日，贵州省人民政府批复同意天柱县部分乡镇行政区划调整，撤销渡马乡建制，设置渡马镇，撤乡设镇后行政区域和政府驻地不变。

## 行政区划
渡马镇下辖以下地区：
杨柳村、岩门村、龙盘村、江东村、湾场村、共和村、新坪村、新民村、桥坪村、苗田村、黄劳村和梨山村。